# Фостер, Гэри (музыкант)
Норман Гэри Фостер (родился 25 мая 1936 года) — американский музыкант, играющий на саксофоне, кларнете и флейте. Исполнял джаз, поп и классическую музыку. Он был выдающимся в кино, телевидении и музыкальной индустрии в течение пяти десятилетий, выступил на более чем 500 фильмах и с более чем 200 оркестрами.
Он записал многочисленные саундтреки для таких артистов и композиторов как Кэрол Бернетт, Боб Дилан, Барбра Стрейзанд, Мел Торме, Фрэнк Синатра, Пэт Уильямс, Джон Уильямс, Натали Коул, Джерри Филдинг, Кэл Тьядер, Марти Пайч и Майкл Бубле.

## Молодость, образование и влияние
Гари Фостер родился в Левенуэрте, штат Канзас, в 1936 году. Он начал играть на кларнете в тринадцать лет. Его первым музыкальным вдохновителем был Олин Паркер, школьный музыкальный руководитель и учитель, который познакомил его с музыкой графа Бэйси, Вуди Германа и многими другими видами музыки.
Джазовый критик Зан Стюарт сравнил стиль Фостера со стилем Ли Конитца, Пола Десмонда и Арт Пеппера. Музыка Ленни Тристано и концепции, которым он научил Уорна Марша, были вдохновляющими и влиятельными для Фостера на протяжении многих лет.
Его самый ранний профессиональный опыт был в возрасте пятнадцати лет, когда он играл на танцах в VFW Hall вместе с басистом Гарольдом Стэнфордом. После окончания средней школы Фостер учился в Центральном колледже в Фейете, штат Миссури, затем перешел в Канзасский университет, где изучал классический кларнет и музыкальное образование. Он изучал музыковедение и дирижирование в аспирантуре.

## Профессиональная карьера
В 1961 году Фостер переехал в Лос-Анджелес, чтобы работать джазовым музыкантом. Он преподавал в частном порядке и изучал флейту.
В 1973—1982 годах он работал в секциях биг-бэндов под руководством Луиса Белсона, Майка Барона, Клэр Фишер, Марти Пейча и Эда Шонесси. Он также работал с Розмари Клуни, Шелли Манн.
Более 45 лет он зарабатывал на жизнь в студиях, записывая альбомы и для кино и телевидения. Среди его фильмов — «Корпорация монстров», «Ледниковый период», «Эльф», «Знакомство с Факерами» и «Особняк с привидениями».

## Педагогическая карьера
Фостер преподает в частном порядке и в колледжах с 1960 года. С 1971 по 1991 год он учился на факультете в Пасаденском городском коледже . С 1984 по 2000 год он был приглашенным профессором в Университете Миссури, Канзас-Сити . Он был на факультете Калифорнийского университета в Лос-Анджелесе.